# Liljeholmen (postort)
Liljeholmen var en  postort i nuvarande Söderort inom Stockholms kommun. Den inrättades år 1863, tre år efter det att Liljeholmens järnvägsstation öppnades. Postkontoret låg då i stationshuset. Området omfattade egentliga Liljeholmen samt Gröndal och Årstadal. Redan 1906 flyttades postkontoret över till Södermalmssidan och postadressen ändrades 1950 till Stockholm Sv, samma som även användes för västra Södermalm. Även idag har Liljeholmsområdet postadressen Stockholm, med postnummer i serien 117 XX.